# Gaz toxic
Gazele toxice sunt acele substanțe chimice în stare gazoasă care prezintă o anumită toxicitate. Aceasta le permite să fie utilizate ca arme chimice de distrugere în masă. Gazele toxice, odată inhalate, produc intoxicații sau chiar moartea (în cazul vaporilor de acid cianhidric).
Gazele de luptă au fost folosite pentru prima dată în Primul Război Mondial în localitatea Ypres din Belgia, în anul 1917. De aici a fost preluată denumirea de „iperită” pentru acel tip de gaze.

## Clasificare
| Gaze sufocante | Gaze iritante, caustice           | Gaze care acționează asupra nervilor                                 | Gaze care acționează asupra celulelor |
| -------------- | --------------------------------- | -------------------------------------------------------------------- | ------------------------------------- |
| prin incendii  | amoniac, vapori de acizi sau baze | monoxid-, bioxid de carbon, acid cianhidric, alcool, gazele de luptă | gazele de luptă                       |

- Gaze iritante și caustice: cauzează arsuri pe piele și la nivelul căilor respiratorii (exemple: clorură de hidrogen, amoniac)
- Gaze agenți de alchilare: atacă ADNul și proteinele umane (cauzează moarte, cancer sau o funcționare defectuoasă a proteinelor; exemplu: iperită - gaze de luptă)
- Gaze care eliberează ion fluorură în corpul uman, cu pierderea calciului (exemple: fluorură de hidrogen, trifluorură de clor)
- Gaze sufocante